# Jadian Baru
Jadian Baru is een bestuurslaag in het regentschap Lahat van de provincie Zuid-Sumatra, Indonesië. Jadian Baru telt 491 inwoners (volkstelling 2010).